# Sakassou
Sakassou est une ville du centre de la Côte d'Ivoire. Elle est la capitale traditionnelle et le siège du royaume Baoulé,. Située dans la région du Gbêkè, à 43 km de Bouaké en pays baoulé. Le département est peuplé par les Baoulés-Oualèbos (Sakassou, Waméla-kouassiklokro, Assandrè, Ngbèdjo, Toumodi) et les Baoulés-Ayahou, (Ayahou-Sopka) ; on y rencontre également des Yohouré.

## Administration
Une loi de 1978 a institué 27 communes de plein exercice sur le territoire du pays.
| Date d'élection | Identité             | Parti    | Qualité         | Statut |
| --------------- | -------------------- | -------- | --------------- | ------ |
| 1980            |                      | PDCI-RDA | Homme politique | élu    |
| 1985            |                      | PDCI-RDA | Homme politique | élu    |
| 1990            |                      | PDCI-RDA | Homme politique | élu    |
| 1995            | Jean-Baptiste Kouamé | PDCI-RDA | Homme politique | élu    |
| 2001            |                      |          | Homme politique | élu    |

## Démographie
| 1988  | 2010   |
| ----- | ------ |
| 8 543 | 16 172 |

## Sports
La localité dispose d'un club de football, le US Sakassou, qui évolue en Championnat de Division Régionale, équivalent d'une « 4e division ».

## Personnalités liées à la ville
- Paul Yao Akoto, président de l'UDPCI[6]
- Abla Pokou, reine mère des baoulés

## Villes voisines
- Bouaké vers le nord.
- Béoumi vers l'ouest.
- Bouaflé reliée par une navette nautique sur le lac de Kossou[7].
- Zédé-Dianhoun.
- Tiébissou vers le sud.
- Djébonouan vers l'est.